# Dolina Szyszły (ostoja ptaków IBA)
Dolina Szyszły (kod ostoi PL115) – niewielka ostoja ptaków IBA - obszary rozpoznane przez BirdLife International jako ważne dla ochrony populacji ptaków. Ważna krajowa ostoja lęgowa derkacza i dubleta. Na jej terenie znajduje się najbardziej na południe wysunięte stanowisko wodniczki.
Obszar PL115 częściowo pokrywa się z następującymi obszarami chronionymi: obszarem Natura 2000 Taroszyn (PLH060100) (171 ha), obszarem specjalnej ochrony ptaków Natura 2000 Dolina Szyszły (PLB060018) (877 ha), obszarem Natura 2000 Łąki nad Szyszłą (PLH060042) (2381 ha). Znajduje się w gminach Jarczów, Lubycza Królewska i Ulhówek w powiecie tomaszowskim (województwo lubelskie). Całkowita powierzchnia obszaru to 2721 ha. Obszar obejmuje dolinę niewielkiej rzeki Szyszły – dopływu Rzeczycy.
Gatunkami chronionymi są m.in.:
- ptaki: dubelt, bąk, bączek zwyczajny, bocian biały, bocian czarny, trzmielojad zwyczajny, błotniak stawowy, błotniak łąkowy, zielonka, kania czarna, derkacz, puchacz zwyczajny, dzięcioł czarny, dzięcioł białoszyi, dzięcioł średni, świergotek polny, podróżniczek, wodniczka, jarzębatka, muchołówka mała,
- ssaki: suseł perełkowany, kumak nizinny, bóbr europejski, wydra[1].